# 甲子峠

甲子峠 （かしとうげ）は、福島県西白河郡西郷村、南会津郡下郷町の境界にある峠。かつて、登山道としての国道289号（登山国道／点線国道）が経由していた。標高は1,400メートル。

## 概要
福島県中通り地方南部の白河市などと、福島県会津地方南部の地域を結ぶ道中にあり、奥羽山脈の分水嶺を越える。現在は改良され、甲子道路を経由する国道が開通している。
改良が完了するまで、会津側から峠まで上ることができたが、中通り側は整備が進んでおらず、麓の甲子温泉付近までしか上ることができなかった。当時、未改良の区間は登山道が整備されており、これは"登山道国道"と言われ、登山道にある国道標識が知られていた。

### 現在の甲子峠
2008年9月21日に甲子道路が開通し、整備された道路を自動車で通行することが可能になった。
この道路は甲子トンネル、甲子大橋などによって構成されているほか、国立公園（日光国立公園）内に位置するため、"エコロード"という自然に配慮した計画で整備が行われた。
甲子道路は工事中、地層破壊などが起きてトンネルを付け替えるなどかなりの難工事であったほか、東日本大震災の影響とも言われる側壁のヒビや溢水、鉱物の影響とも言われる道路隆起等の問題が発生している。